# Cyclodictyon vallis-gratiae
Cyclodictyon vallis-gratiae är en bladmossart som beskrevs av Carl Ernst Otto Kuntze 1891. Cyclodictyon vallis-gratiae ingår i släktet Cyclodictyon och familjen Hookeriaceae. Inga underarter finns listade i Catalogue of Life.